# Grue
Grue és un municipi situat al comtat d'Innlandet, Noruega. Té 4.763 habitants (2016) i la seva superfície és de 837 km². El centre administratiu del municipi és el poble de Kirkenær.
Forma part de la regió tradicional de Solor.

## Informació general
El municipi de Grue es va establir l'1 de gener de 1838. L'àrea de Brandval es va separar del municipi de Grue el 1867 per convertir-se en un municipi propi.

### Nom
El municipi (originalment la parròquia) és el nom de l'antiga granja Grue (en nòrdic antic: Grof), ja que la primera església va ser construïda allí. El nom és idèntic a la paraula Grof, que significa "depressió" o "buit" .

### Escut d'armes
L'escut d'armes és modern. Se'ls va concedir el 30 d'octubre de 1992. L'escut està dividit en dues parts, una de verda i l'alta de blanca. El límit entre ambdues és irregular, amb formes punxegudes. Simbolitza els boscos i el riu Glomma.

## Geografia
Grue està situat al sud de Hedmark, a la riba del riu Glomma i està envoltat de boscos i camps agrícoles. Limita al sud amb el municipi de Kongsvinger, al nord amb Åsnes, i a l'oest amb Nord-Odal. A l'est limita amb Suècia.
El riu Løvhaugsåa travessa la zona.